# マウス肝炎
マウス肝炎（マウスかんえん、英:mouse hepatitis virus infection）とはマウス肝炎ウイルス感染を原因とする感染症。マウス肝炎ウイルスはコロナウイルス科コロナウイルス属に属するRNAウイルスであり、マウスやその近縁の齧歯類を宿主とする。ウイルスは肝臓で増殖し、ほとんどの場合は不顕性感染であるが、免疫抑制状態や若齢では肝壊死斑が肝臓全体に広がり、急性経過により死亡する場合がある。